# Pteraclis velifera
Pteraclis velifera är en fiskart som först beskrevs av Pallas, 1770.  Pteraclis velifera ingår i släktet Pteraclis och familjen havsbraxenfiskar. Inga underarter finns listade i Catalogue of Life.